# Кусяпкуловское нефтяное месторождение
Кусяпкуловское нефтяное месторождение открыто в 1934 году возле деревни Кусяпкулово, ныне являющаяся частью города Ишимбая. Второе месторождение нефти на Урале, после Ишимбайского месторождения, а после ввода их в промышленную эксплуатацию БАССР вышло по добыче нефти на третье место в СССР.
Месторождение рифогенного типа, геологически находится в пределах предуральского краевого прогиба и приурочена к группе погребенных рифогенных массивов сакмаро-артинского яруса, Ишимбайский рифовый массив.
Законсервировано в 1944 году из-за нерентабельности. С 1986 года вновь разрабатывается как нефтегазовое месторождение. Сейчас месторождение эксплуатирует НГДУ «Ишимбайнефть» ООО «Башнефть-Добыча», входящее в  ПАО «АНК „Башнефть“».
Нефть в Кусяпкулово использовали давно. В 1770 году экспедицией Академии наук во главе с академиком Иваном Лепехиным был найден небольшой источник горной нефти в пяти верстах от деревни Кусяпкулово.